# Villa Literno
Villa Literno är en ort och kommun i provinsen Caserta i regionen Kampanien i Italien. Kommunen hade 12 184 invånare (2017).